# Pascal (base de données)
Pour les articles homonymes, voir Pascal.
Pascal est le nom d'une base de données bibliographiques alimentée par l'Institut de l'information scientifique et technique (INIST) jusqu'en 2014. L’Inist propose depuis mai 2019 un accès libre à l’ensemble des notices bibliographiques Pascal et Francis produites entre 1972 et 2015, soit 21 millions de notices avec, pour certaines d’entre elles, un lien vers le texte intégral. 

## Historique
Pascal trouve son origine dans le bulletin signalétique du CNRS, créé en 1940 par le physicien Pierre Auger, sous la forme d'une collection de périodiques de dépouillement de la littérature internationale dans le domaine des sciences exactes. La base est informatisée en 1973 et en 1986, compte 6 millions de références bibliographiques et un accroissement de près de 400 000 nouvelles entrées par an. Au début des années 1990, la base est accessible via les serveurs Questel et ESA.
Cette base de données bibliographiques en science, technologies et médecine, a été créée en 1971. L'acronyme PASCAL  avait été créé avec la signification suivante : Programme Appliqué à la Sélection et à la Compilation Automatique de la Littérature. 
PASCAL n'est plus mis à jour à partir du 31 décembre 2014. En juillet 2016, conjointement à la base Francis, l'accès au contenu de Pascal est proposé en libre accès. La version figée de la base proposée depuis contient 12 millions de notices.